# Sh2-71
Sh2-71 est une nébuleuse planétaire visible dans la constellation de l'Aigle.
Elle est située dans la partie ouest de la constellation, en bordure d'un champ fortement obscurci par les nuages denses qui composent le Rift de l'Aigle. La période la plus propice à son observation dans le ciel du soir se situe entre juin et novembre. N'étant qu'à 2° de l'équateur céleste, on peut l'observer indistinctement depuis toutes les régions peuplées de la Terre.
C'est une nébuleuse de forme allongée dans une direction nord-sud, avec une cavité centrale également allongée et apparemment divisée en deux lobes. Sa distance, obtenue par son extinction, est certes inférieure à 1 000 parsecs (moins de 3 260 années-lumière), mais reste incertaine. On peut donc supposer que sa position tombe près du bord extérieur du bras d'Orion. La nébuleuse a un disque aplati en expansion entourant l'étoile centrale, qui fournit le rayonnement ionisant au nuage lui-même. Un jet venant de la région centrale indique qu'il y a une perte de matière estimée à environ 6x10−6 M⊙ par an. Ce phénomène suggère que l'étoile centrale pourrait être la composante dominante d'un système binaire dans lequel une composante invisible remplit son lobe de Roche en perdant de la matière par le point de Lagrange à l'extérieur du disque et à l'intérieur de la composante responsable de l'excitation.